# Ачинтья-бхеда-абхеда
Ачи́нтья-бхе́да-абхе́да (санскр. अचिन्त्यभेदाभेद, IAST: acintyabhedābheda «учение о непостижимо-единораздельном сущем») — одно из направлений веданты, которое является философско-богословской основой традиции гаудия-вайшнавизма. Ачинтья-бхеда-абхеда-таттва-вада — это непостижимое для человеческого ума одновременное единство и различие между творением и Творцом или между Верховной личностью Бога Кришной и его энергиями. Ачинтья означает «непостижимый», бхеда переводится как «различие» и абхеда как «единство». Это учение впервые было сформулировано в XVI веке Чайтаньей и его последователями.

## История
Исторически в индуизме существуют две противостоящие друг другу философии относительно взаимоотношений живых существ (джив или атм) с Богом (Ишварой, Брахманом или Бхагаваном). Школы адвайта преподают монистическую концепцию, объявляя, что «индивидуальная душа и Бог едины и неотличимы», в то время как школы двайта выдвигают дуалистический аргумент — «индивидуальная душа всегда отлична от Бога». Философия ачинтьи-бхеды-абхеды объединяет в себе элементы обеих точек зрения. Душе изначально присуща божественная природа и поэтому она качественно едина с Богом, является частью Бога, но в то же самое время в количественном отношении душа отлична от Бога, она не тождественна Ему — непостижимая для человеческого ума природа взаимоотношений.
Доктрина ачинтья-бхеда-абхеды впервые была сформулирована Чайтаньей и рассматривается как естественное завершение исторического развития теизма бхакти. Рамануджа согласился с Шанкарой в том, что Абсолют един, но в противовес адвайте ввёл концепцию личностного разнообразия в этом единстве. Позже, Мадхва выступил основоположником двайты, сформулировав вечный дуализм Всевышнего и дживы, который сохраняется даже после достижения мокши. Чайтанья, в свою очередь, определил, что Всевышний и дживы «непостижимым образом одновременно едины и отличны друг от друга».
В XVI веке такие последователи Чайтаньи, как Рупа Госвами, Санатана Госвами и Джива Госвами начали работу по оформлению гаудия-вайшнавского богословия, одним из основных положений которого выступила доктрина ачинтья-бхеда-абхеды. В начале XVIII века последователями некоторых других школ аутентичность бенгальских вайшнавов была поставлена под сомнение, после чего Баладева Видьябхушана написал «Говинда-бхашью» — подробный комментарий к «Веданта-сутрам», а также комментарии к «Бхагавад-гите» и главным Упанишадам, благодаря чему школа последователей Чайтаньи была окончательно признана ведантической. Трудами Баладевы Видьябхушаны завершилось формирование богословской доктрины гаудия-вайшнавизма, что позволило последователям Чайтаньи окончательно определить свою позицию по отношению к другим философско-религиозным учениям внутри индуизма.
Главным объектом полемики, которую Баладева Видьябхушана вёл в своих трудах, была адвайта-веданта Шанкары и его последователей. Подобно предыдущим вайшнавским ачарьям, Баладева опроверг те положения учения Шанкары, в которых утверждается иллюзорность мира и тождественность индивидуального «Я» атмана с бескачественным и безличным Брахманом. Согласно Шанкаре, в Брахмане нет никаких различий, нет причин и следствий. Мнение о мире как о реальности, представления о Творце мироздания, восприятие множественности, различенности живых существ возникают лишь под действием майи. Для подтверждения этих положений Шанкара привлёк тексты «Веданта-сутр» и Упанишад.
Однако Баладева Видьябхушана путём анализа этих текстов и сопоставления их между собой показал неправомерность выводов Шанкары, указав на то, что ни Упанишады, ни «Веданта-сутры» не дают никаких оснований утверждать абсолютный монизм. Упанишады и другие священные тексты содержат утверждения различного характера. Одни из них действительно можно рассматривать как подтверждение абсолютного единства Бога, живых существ и мира, но другие совершенно недвусмысленно указывают на различия между ними. Вслед за Дживой Госвами, Вишванатхой Чакраварти и другими своими предшественниками Баладева Видьябхушана сделал вывод о том, что верны и те и другие утверждения. А это значило, что Бог, мир и существа одновременно и едины и различны между собой.
В стремлении избежать противоречивости Шанкара построил свою доктрину лишь на одной из сторон оппозиции, отбросив вторую. Согласно Баладеве Видьябхушане, если признавать, что шабда-прамана, священные писания — это совершенный источник знания о Боге, то необходимо принять обе стороны, что избавляет от апорий, неизбежно порождаемых доктриной адвайта-веданты. Таким образом было завершено формулирование доктрины о непостижимо единой и множественной в одно и то же время сущности (ачинтья-бхеда-абхеда-таттва-вады).

## Философия
Бог делим (бхеда) и неделим (абхеда) в одно и то же время. Для человеческого разума это непостижимо (ачинтья). Найти разрешение этого противоречия можно лишь в духовной сфере. В соответствии с «Бхагавата-пураной» непостижимую единую и множественную в одно и то же время сущность (ачинтья-бхеда-абхеда-таттву) постигают в трёх формах: как безличную духовную субстанцию (Брахман), как всепроникающую Параматму и как верховного личностного Бога (Бхагавана).
Бхагаван включает в себя Параматму и Брахман и является наивысшей ипостасью Бога. Эти три гносеологических аспекта соответствуют трём онтологическим уровням Высшей реальности: сат (бытие), чит (знание) и ананда (блаженство), которые открываются ищущему в зависимости от характера его стремлений. Обретаются они разными путями: джнани, философы, стремящиеся постичь Брахман, обретают вечное бытие (сат), йоги, пытающиеся сосредоточиться в своём сердце на Параматме, достигают совершенного знания (чит), а бхакты, то есть те, кто посвящает себя любовному преданному служению Бхагавану, обретают блаженство.
Богословское понятие ачинтьи-бхеды-абхеды-таттвы даёт ответ на вопрос о том, как Бог может быть единым со Своим творением, но в то же самое время быть отличным от него. Кришнаитское богословие не является пантеистическим, потому что не отвергает отдельного существования Бога в Своей личностной форме. Однако, в то же самое время, творение (которое в кришнаитской богословской терминологии именуется «космическим проявлением») никогда не существует отдельно от Бога. Бог всегда является верховным повелителем Своего творения, осуществляя этот контроль через посредство Своих энергий (пракрити).
Часто приводится пример Солнца и солнечных лучей. Несмотря на то, что как Солнце, так и солнечные лучи являются частью одной и той же действительности[прояснить], существует огромная разница между лучом света в помещении и нахождением в непосредственной близости от самой звезды Солнце. В качественном отношении Солнце и солнечный свет — одно, но в количественном отношении между ними существует огромная разница. Та же самая аналогия может быть использована в отношении живых существ и Бога, где джива обладает божественными качествами, но только в очень ограниченном количестве, не разделяя безграничных качеств Бога. В этом и состоит разница между индивидуальными душами и Верховным Господом.